# Győző Haberfeld
Győző Haberfeld (Budapest, Hungría, 13 de junio de 1889-Campo de concentración de Mauthausen-Gusen, Austria, 1945) fue un gimnasta artístico húngaro, subcampeón olímpico en Estocolmo 1912 en el concurso por equipos "sistema europeo".

## Carrera deportiva
En las Olimpiadas celebradas en Estocolmo (Suecia) en 1912 consigue la plata en el concurso por equipos "sistema europeo", tras los italianos (oro) y por delante de los británicos (bronce), y siendo sus compañeros de equipo los gimnastas: József Bittenbinder, Imre Erdődy, Samu Fóti, Imre Gellért, Géza Tuli, Ottó Hellmich, István Herczeg, József Keresztessy, Lajos Kmetykó, János Krizmanich, Elemér Pászti, Árpád Pédery, Jenõ Rittich, Ferenc Szüts y Ödön Téry.